# Décio Villares
Décio Rodrigues Villares (né à Rio de Janeiro, le 1er décembre 1851, mort à Rio de Janeiro le 21 juin 1931) est un peintre, sculpteur et dessinateur brésilien.
Il a notamment sculpté la statue de Clotilde de Vaux située Rue Clotilde-de-Vaux, dans le 11e arrondissement de Paris, en France.

## Œuvre

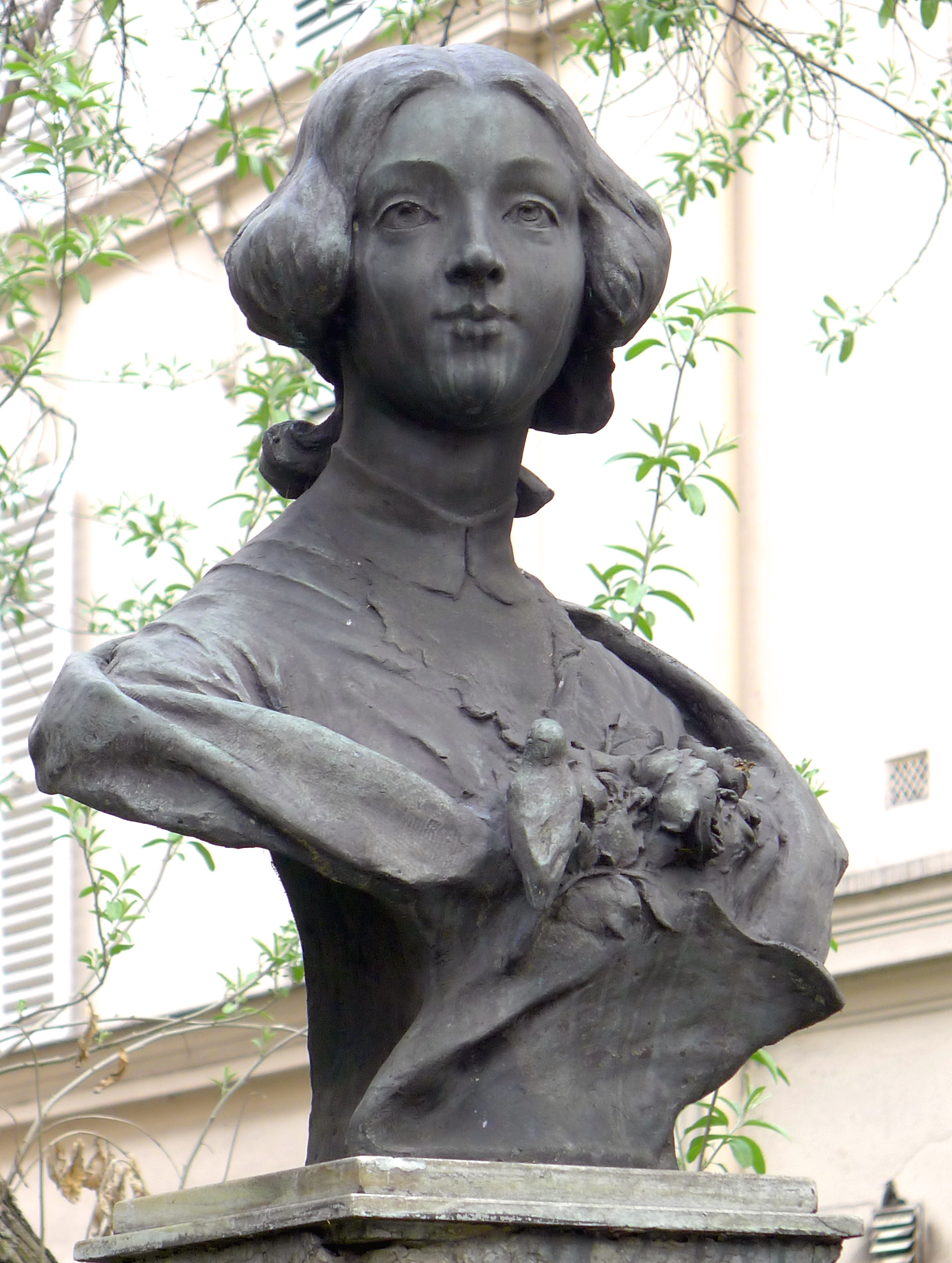
Buste de Clotilde de Vaux par Décio Villarès, rue Clotilde-de-Vaux (Paris 11e).